# الاغتصاب خلال حرب استقلال بنغلاديش
ارتكب أفراد من القوات المسلحة الباكستانية ومن ميليشيات تنتمي لتنظيم جماعة إسلامي (بالأردية: جماعتِ اسلامی) عمليات اغتصاب تراوحت ما بين 200,000 و 400,000 من النساء والفتيات البنغلاديشيات في حملةٍ ممنهجةٍ من الاغتصابِ الإبادي إبَّان حرب استقلال بنغلاديش عام 1971. أعلنت فتوى صادرة من باكستان خلال الحرب عن اعتبار مقاتلي حرب التحرير البنغلاديشيين «هندوسًا»، وأن نساءهم يمكن أن يُؤخذن كـ«غنيمة حرب». أعلن أئمة وزعماء دينيون مسلمون علنًا أن النساء البنغاليات كن غنيمة حرب «غولموتير مال»، وبالتالي فقد دعموا علانيةً قيام الجيش الباكستاني باغتصاب النساء البنغاليات.
كما تورط نشطاء وقادة الأحزاب الإسلامية الباكستانية في عمليات اغتصاب النساء واختطافهن. اقترح الباحثون أن الاغتصاب اُستخدِمَ لبث الرعب والإرهاب في صفوف كل من الغالبية المسلمة التي تحدثت البنغالية ومعها الأقلية الهندوسية في بنغلاديش. تسببت عمليات الاغتصاب التي وقعت على الضحايا في وقوع آلاف حالات الحمل والولادة والإجهاض وولادة أطفال الحرب وقتل الأطفال الرُضَع والانتحار ونبذ الضحايا. ويُعترف بما حصل كأحد وقائع جرائم الحرب الكبرى في أي مكان، وانتهت هذه الفظائع بعد إعلان القوات المسلحة الباكستانية عن استسلامها ودعمها لميليشيات رضاکار (রাজাকার). زعمت الهند في بادئ الأمر دعمها لقوات موكتي باهيني (بالبنغالية: মুক্তি বাহিনী، وتعني: 'مقاتلو الحرية') التابعة للجيش البنغلاديشي، فيما بررت الهند تدخلها اللاحق على أسسٍ إنسانية وهو حجة قابلتها الأمم المتحدة بالرفض، إلَّا أن الهند تدخلت فيما بعد بدعوى ضرورة حماية أمنها الخاص، ويعتبر الآن من قبل الكثير من الأطراف على أنه حراك إنسانيّ. تسربت تقارير على الفظائع المرتكبة رغم محاولات الحكومة الباكستانية فرض رقابة على الأخبارِ أثناء النزاع فجذبت تغطية إعلاميةً واهتمامًا دوليًا، وقوبِلت بالغضب والانتقاد الواسعين وولدت تعاطفًا مع قضية تحرير بنغلاديش.
ارتكبَ القوميون البنغاليون أيضًا جرائم اغتصاب بحق النساء المسلمات المنتميات لإثنية البيهاري إبَّان الحرب وتعرض البيهاريون في بنغلاديش للاضطهاد بعد انتهاء الحرب، ويرجع السبب في هذا نظرًا للدعم الذي قدمه البيهاريون لعدوتهم باكستان. فلم تقتصر عمليات الاغتصاب على الجانب الباكستاني وحده حيث استطاعت الباحثة والمؤرخة من جامعة ولاية أريزونا ياسمين سايكيا توثيق وقوع عمليات اغتصاب ارتكبها جنود هنود وبنغلاديشيون.
وبعد مرور ما يقرب من أربعين عامًا على أحداث عام 1971، اتهم تقرير يعود لعام 2009 نشرته لجنة تقصي حقائق جرائم الحرب في بنغلاديش 1597 شخصًا بارتكاب جرائم حرب خلال النزاع، كان من هذه الجرائم الاغتصاب. قامت المحكمة الجنائية الدولية لبنغلاديش منذ عام 2010 بإدانة ومحاكمة عدة أشخاص بالسجن المؤبد أو الإعدام بسبب الجرائم التي ارتكبوها أثناء النزاع. وقد ظهرت الكثير من قصص ضحايا الاغتصاب في الأعمال الأدبية والسينمائية والفنية.

## خلفية تاريخية

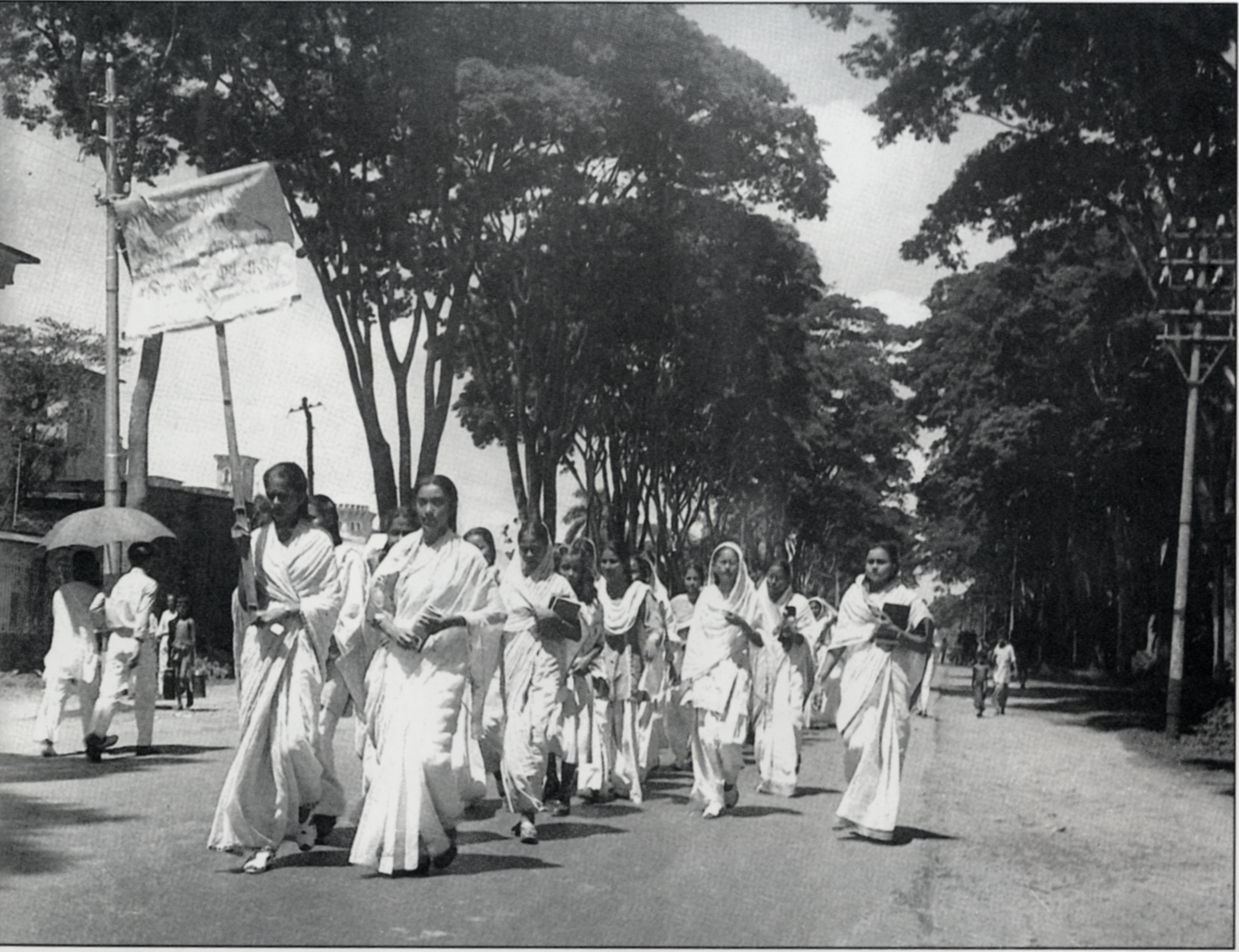
مسيرة لطالبات في جامعة دكا في خضم حركة اللغة البنغالية (ভাষা আন্দোলন) بتاريخ 21 فبراير عام 1953

لم يكن الواقع الجغرافي الفاصل الوحيد للجناحين الشرقي والغربي لشبه القارة الهندية فحسب خلال الفترة التاريخية التي أعقبت تقسيم الهند والإعلان عن قيام دولة باكستان، وإنما كان هذا الانفصال ثقافيًا أيضًا. فقد عدَّت سلطات الغرب السكان المسلمين البنغاليين في الشرق «بنغاليين جدًا»، وقد رأوا في تطبيقهم للإسلام أنه كان «أقل شأناً وصفائًا»، وهو ما جعلهم غير موثوقين. وباشر الغرب إلى هذا الحد في اتباعِ استراتيجيةٍ تمثلَّت بالعمل على إدماج البنغاليين ثقافياً إدماجاً قسرياً. تألف الباكستانيون الناطقون بالبنغالية الذين عاشوا في شرقي البلاد من المسلمين بصورةٍ رئيسيةٍ، ولكن عاش في المنطقة أيضاً أقلية هندوسية كبيرة. ولم يتحدث باللغة الأردية سوى عدد قليل جدًا من سكان هذه المناطق، وكان هذا في ضوء إعلان الأردية لغةً وطنيةً لباكستان عام 1948. وهو ما دفعَ الناشطون في شرقِ باكستان الذين جابهوا القرار بالمعارضةِ إلى المبادرةِ بتشكيلِ وبناء الزخم لحركة اللغة البنغالية التي اندلعت خلال شهر فبراير من عام 1952. وكان نشطاء آخرون قد أسسوا رابطة عوامي بالعودةِ لوقتٍ سابق من عام 1949، لتغدو الرابطة بديلًا عن حزب الرابطة الإسلامية (بالأردية: مسلم لیگ) الحاكمة فيما كان يُعرف بـ«غرب باكستان». وغدا البنغاليون خلال العقد والنصف التاليين يشعرون بخيبة الظن التي ازادادت تدريجيًا من جراء توازن القوى الحاصل في باكستان، والتي كانت حينذاك قابعةً تحت الحكم العسكري خلال معظم هذه الفترة؛ وهو ما دفع البعض في نهاية المطاف للدعوة إلى الانفصال. وظهر بحلول أواخر فترة الستينيات تصوّر مفاده أن شعب شرق باكستان كانوا «مواطنون من الدرجة الثانية». ولم يساعد ترأس الجنرال أمير عبد الله خان نيازي للقوات الباكستانية في شرق باكستان، حيث وصف نيازي شرق باكستان بأنها «أرض الكذب المتدني  من الناس الكاذبين.»

## أفعال الجيش الباكستاني
قاد هذه الهجمات الجنرال تيكا خان الذي كان خلف «عملية الكشاف الموضعي» وأطلق عليه البنغاليون اسم «جزار البنغال» نسبةً إلى ما ارتكبه من مجازر. قال خان حينما ذُكِّرَ يوم 27 مارس عام 1971 بمسؤوليته عن مقاطعة الغالبية قائلًا: «سأخفض هذه الأغلبية لتغدو أقلية». ترى الباحثة بينا ديكوستا أن مقولة خان هذه مهمة بمكان في أنها تقدم دليلًا على أن عمليات الاغتصاب الجماعية كانت إستراتيجية متعمدة بحد ذاتها. وقال تيكا خان خلال تحدثه مع مجموعة من الصحفيين في بلدة جيسور قائلًا: «اجعلهم مسلمين أولاً». وترى ديكوستا أن هذا القول هو دليل على وجود نظرة في صفوف القوات المسلحة الباكستانية تعتبر بأن البنغاليون مسلمون خائنون وأنهم باكستانيون غير وطنيون.
شنَّ الجناة غارات ليلية وقاموا بالاعتداء على النساء في قراهم، وتعرضن للأعتداء في كثير من الأحيان أمام أسرهن، كجزء من حملة بث الترهيب بين الناس. كما اُختطِفَ الضحايا ممن تراوحت أعمارهم ما بين الثامنة والخمسة وسبعين عامًا واحتُجيزوا في معسكراتٍ خاصة حيث تعرضوا للاعتداء والضرب مرارًا وتكرارًا. ولقي العديد من المحتجزين بالمخيمات مصرعهم أو أقدموا بأنفسهم على الانتحار، حتى أن بعض المحتجزين انتحروا باستخدام شعرهم لشنق أنفسهم، ورد الجنود الباكستانيون على حالات الانتحار من خلال إزالتهم وقطعهم لشعر النساء. أفادت مجلة التايم عن اختطاف 563 فتاة واحتجاز الجيش الباكستاني لهن، وكانت جميع هؤلاء الفتيات حاملات بين الشهر الثالث حتى الخامس حين بدأ الجيش بفك أسرهن. وجرى استغلال بعض النساء للعمل القسري بالدعارة. قدَّرت الحكومة الباكستانية عدد حالات الاغتصاب الواقعة بالمئات فقط، في حين تضع التقديرات الأخرى مجموع عدد الضحايا فيما يتراوح ما بين 200,000 إلى 400,000 امرأة. وسعت الحكومة الباكستانية إلى فرض رقابة على التقارير الواردة من المنطقة، بيد أن التقارير الإعلامية حول الفظائع المرتكبة وصلت إلى مسامع الرأي العام في جميع أنحاء العالم، وقُوبِلَت بدعم شعبي دولي واسع لحركة التحرر واستقلال بنغلاديش.
تعرضت العديد من اللواتي اعتدي عليهن للاغتصاب والقتل وطعنت أعضائهن التناسلية بالحربات في ممارسات وصفتها الباحثة جينيك أرينز بالمحاولة المتعمدة لإبادة مجموعة إثنية. ويقول العالم السياسي آدم جونز أن أحد الأسباب الكامنة وراء وقوع عمليات الاغتصاب الجماعية كانت من أجل إضعاف مكانة المجتمع البنغالي من خلال «إهانة» النساء البنغاليات حيث اغتصبت بعض النساء حتى قضين أو قُتلن بعد الهجمات المتكررة التي تعرضن لها. كما اغتصب الجيش الباكستاني الرجال والفتيان البنغاليون. فكان الجيش الباكستاني يطلب من الرجال عند مرورهم بنقاط وحواجز التفتيش إثبات كونهم مختونين، فكانت عمليات اغتصاب الذكور تحدث بالعادة ضمن هذه الظروف. وخلصت اللجنة الدولية للحقوقيين إلى أن الفظائع التي ارتكبتها القوات المسلحة الباكستانية «كانت جزءًا من سياسة متعمدة نفذتها قوة منضبطة». وقال الكاتب ملك راج أناند واصفًا أفعال الجيش الباكستاني: «لقد كانت عمليات الاغتصاب منهجية ومنتشرة جدًا لدرجة أنهُ كان عليها أن تكون سياسة جيش متعمدة، خطط لها باكستانيو الغرب في جهدٍ متعمدٍ ليستحدثوا عرقًا جديدًا أو لكي يخففوا من حدة القومية البنغالية». ونقلت الصحفية أميتا مالك التي كتبت من داخل بنغلاديش بعد إعلان القوات المسلحة الباكستانية عن استسلامها، عن أحد الجنود الباكستانيين الغربيين قولهُ: «نحن ذاهبون. لكننا نترك بذورنا وراءنا».
لم تدعم جميع قيادات الجيش الباكستاني أحداث العنف والاضطهاد التي حصلت فمثلًا نصح الجنرال صاحبزادہ یعقوب خان الرئيس بعد اللجوء للتدخل العسكري في بنغلاديش، وقام یعقوب خان والرائد إکرام سهغل بتقديم استقالتهما احتجاجًا وتبعهما شخصيات عسكرية أخرى احتجت على جرائم الجيش الباكستاني ومنها الفريق الأول الطيار أصغر خان والسياسي البلوشستاني میرغوث بخش بزنجو وزعيم الحزب العوامي الوطني خان عبد الولي خان. قامت الحكومة الباكستانية بسجن عدد من المعارضين لما تقوم به ببنغلاديش ومنهم الصحفيان صبیح الدین غوثي وابن عبد الرحمن والسياسي السندي غلام مرتضى سيد والشاعر والناشط أحمد سليم وعضو القوات الجوية أنور بيرزادو وطاهرة مازهار وأمتياز أحمد. عارض مالك غلام جيلاني الذي اُعتقِلَ أيضًا علانيةً اللجوء للجيش في بنغلاديش، وقد نُشِرت رسالة كتبها إلى يحيى خان على نطاقٍ واسعٍ. كما سُجِنت الكاتبة والمحررة في صحيفة داون ألطاف حسين جوهر. وقد كرَّمت الحكومة البنغلاديشية الشاعر الباكستاني البارز فیض أحمد فیض لموقفه وأفعاله المناهضة لأعمال العنف.

### الميليشيات
وفقًا للعالم السياسي بيتر تومسن فقد قامت وكالة الاستخبارات الباكستانية بالتعاون مع حزب الجماعة الإسلامية البنغالية بتشكيل ميليشيات مسلحة عُرِفت بأسماء مثل «البدر» (আল বদর) و«الشمس» (আল শামস) بغية شن عمليات ضد الحركة القومية البنغالية. واستهدفت هذه المليشيات غير المقاتلين (المدنيين) وارتكبت جرائم اغتصاب وجرائم أخرى عديدة. كما شارك المتواطئون المحليون المعروفون باسم رضاکار (রাজাকার) في ارتكاب هذه الفظائع. وأصبح هذا المصطلح (رضاکار) منذ ذاك الحين تحقيرًا شبيهًا بالعبارة الغربية «يهوذا» الدالة على الخيانة.
قام أعضاء حزب الرابطة الإسلامية من أمثال «حزب نظام الإسلام» (নেজামে ইসলাম পার্টি)، و«جماعة الإسلامي» و«جمعية علماء باكستان» الذين خسروا الانتخابات بالتعاون مع الجيش الباكستاني وعملوا كمنظمة استخباراتية لهم. وتعاون أعضاء «جماعة الإسلامي» وبعض قادتها مع القوات الباكستانية في عمليات الاغتصاب والاغتيال. إن الفظائع التي ارتكبها مليشتيّ «البدر» (আল বদর) و«الشمس» (আল শামস) حظيت باهتمام عالمي من وكالات الأنباء، فنقلت الوكالات الصحفية بصورة كبيرة عن حوادث المذابح والاغتصاب.

## ردود الفعل الدولية

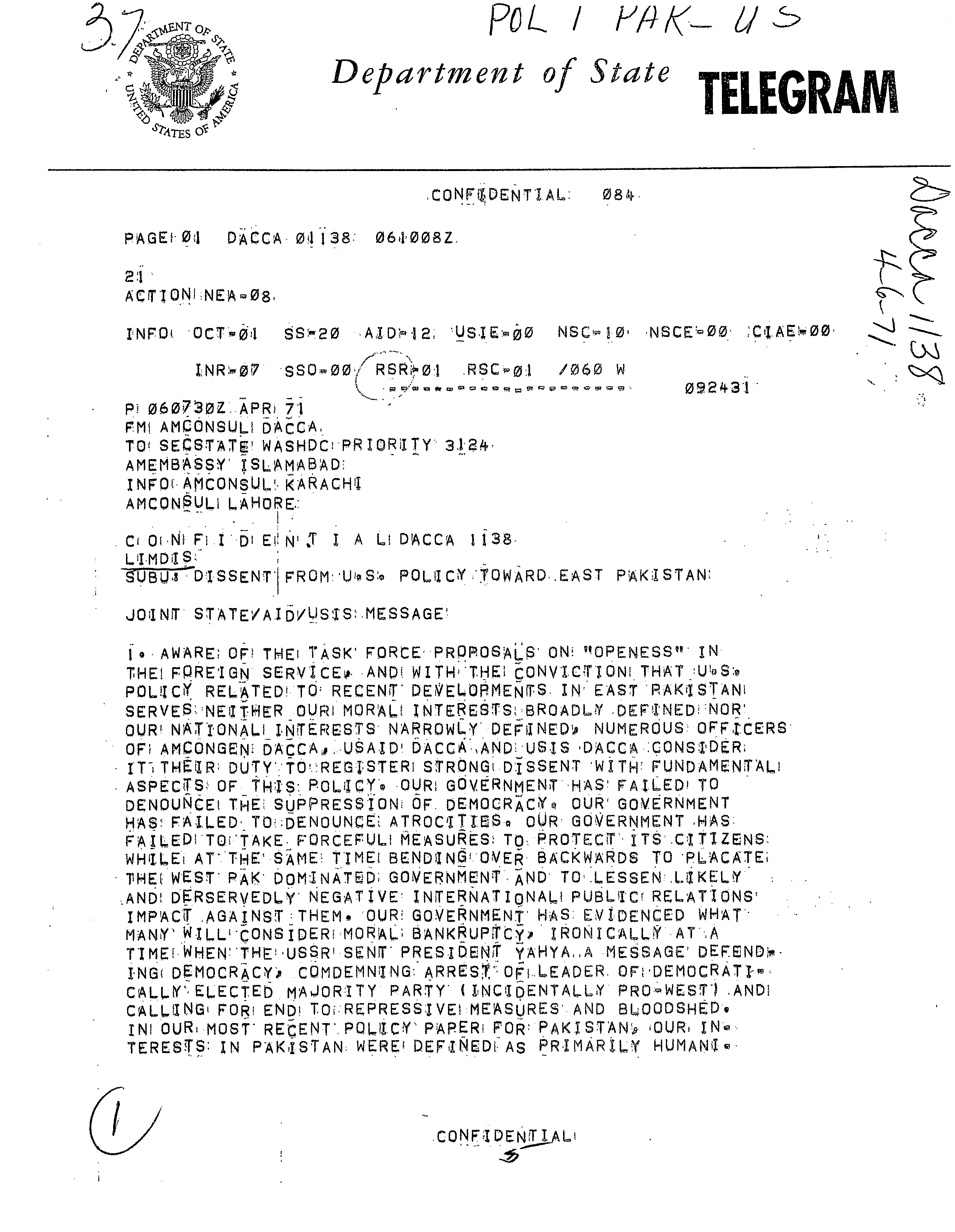
برقية الدم ، أرسلت في 6 أبريل 1971

ثمة إجماع أكاديمي على أن أحداث الصراع الذي استمرت لمدة تسعة أشهر تعد إبادةً جماعية. كانت الفظائع التي ارتكبت في شرق باكستان هي أولى حالات الاغتصاب الحربي التي جذبت انتباه وسائل الإعلام الدولية، وقد كتب سالي شولز أن هذه هي أول إبادة جماعية تستحوذ على اهتمام وسائل الإعلام. شاركت منظمة حقوق الإنسان النسائية بنغلاديش ماهيلا باريدات في الحرب من خلال الإعلان عن الفظائع التي ينفذها الجيش الباكستاني.
بسبب حجم الفظائع، أرسل موظفو السفارة الأمريكية برقيات تشير إلى حدوث إبادة جماعية. واحده، والذي أصبح يعرف باسم البرقية الدموية، أرسله آرتشر بلود، القنصل الأمريكي العام في داكا، ووقع عليه من قبله ومسؤولون أمريكيون من الوكالة الأمريكية للتنمية الدولية و USIS كانوا يعملون في ذلك الوقت في دكا. في ذلك، شجب الموقعون «التواطؤ الأمريكي في الإبادة الجماعية».  في مقابلة في عام 1972، بررت أنديرا غاندي، رئيس الوزراء الهندي، استخدام التدخل العسكري، قائلة: «هل نجلس ونشاهد نساءهن يتعرضن للاغتصاب؟»  وقد نوقشت الأحداث على نطاق واسع في مجلس العموم البريطاني. اقترح جون ستونهاوس اقتراحا يدعمه 200 عضو آخر في البرلمان يدين الفظائع التي تنفذها القوات المسلحة الباكستانية. على الرغم من تقديم هذا الاقتراح مرتين أمام البرلمان، إلا أن الحكومة لم تجد الوقت لمناقشة ذلك 

## ما بعد الحادثة

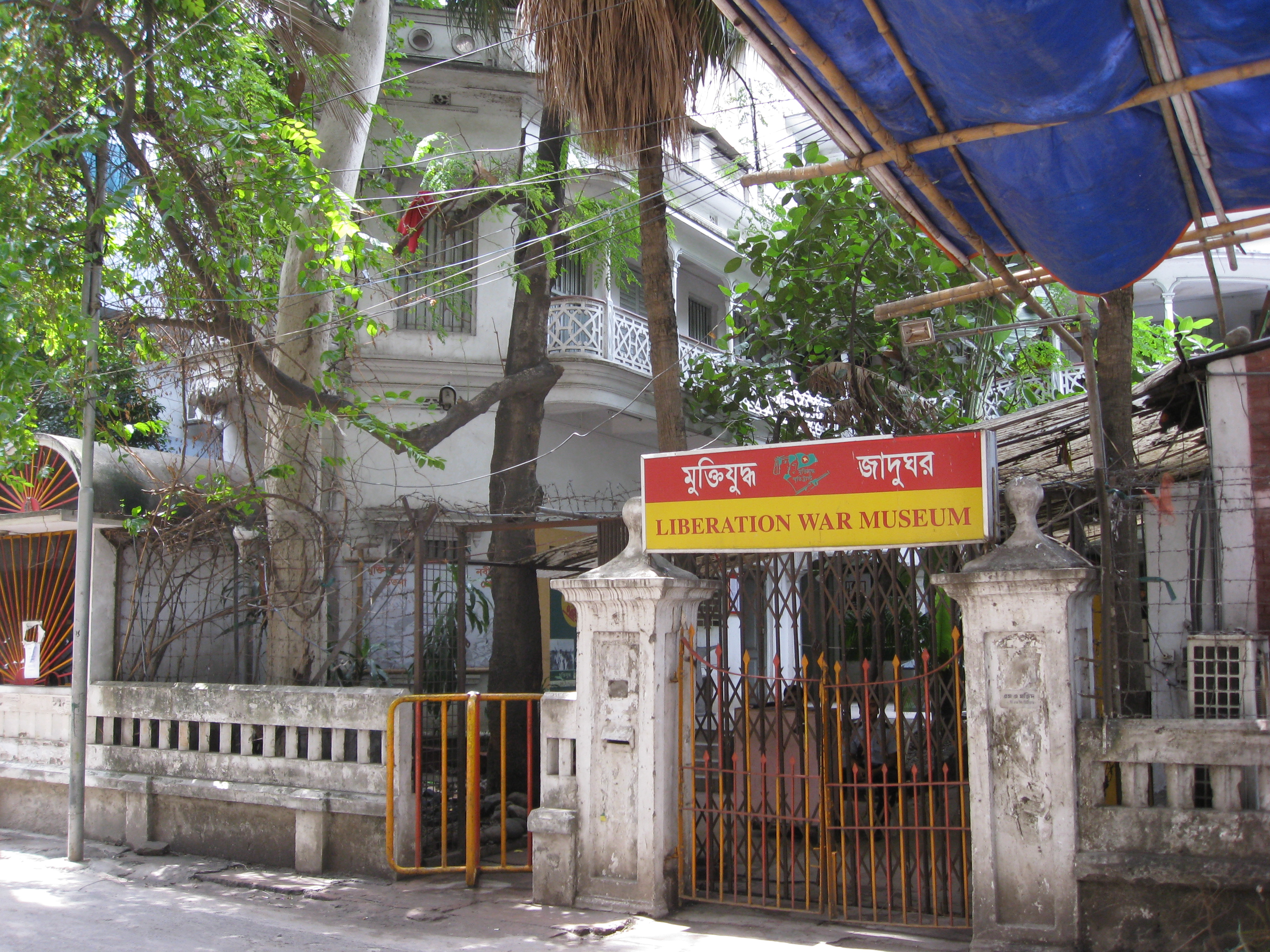
متحف حرب التحرير في دكا يحفظ القطع الأثرية وسجلات العنف والموت والاغتصاب في عام 1971.

في أعقاب الحرب مباشرة، كانت إحدى المشاكل الملحة هي العدد المرتفع للغاية لحالات الحمل غير المرغوب فيها لضحايا الاغتصاب. تتراوح تقديرات عدد حالات الحمل التي أدت إلى المواليد من 25,000  إلى رقم الحكومة البنجلاديشية البالغ 70,000، في حين أن منشورًا واحدًا من مركز القانون والسياسة الإنجابية أعطى ما مجموعه 250,000.  أُنشئ برنامج لتخفيض الضحايا بتكليف من الحكومة بدعم من منظمة الصحة العالمية والاتحاد الدولي لتنظيم الأسرة، وكان من بين أهدافه تنظيم مرافق الإجهاض لمساعدة ضحايا الاغتصاب على إنهاء حالات الحمل غير المرغوب فيها. أبلغ طبيب في مركز إعادة التأهيل في داكا عن حدوث 170000 حالة إجهاض من حالات الحمل الناجمة عن عمليات الاغتصاب، وولادة 30000 طفل حربي خلال الأشهر الثلاثة الأولى من عام 1972. وقدر الدكتور جيفري ديفيز، الطبيب الأسترالي وأخصائي الإجهاض الذي عمل في البرنامج، أنه كان هناك حوالي 5000 حالة من حالات الإجهاض المستحث ذاتيًا. وقال أيضا أنه خلال عمله سمع العديد من حالات القتل وحالات الانتحار من قبل الضحايا. كان تقديره لإجمالي عدد ضحايا الاغتصاب 400000، أي ضعف التقدير الرسمي البالغ 200.000 الذي استشهدت به الحكومة البنجلاديشية.  كما أن معظم الضحايا أصيبوا بالعدوى الجنسية.  عانى الكثيرون من مشاعر الخزي والإذلال الشديدين، ونبذهم عدد من عائلاتهم ومجتمعاتهم أو انتحروا.

### رد فعل الحكومة الباكستانية
بعد الصراع، قررت الحكومة الباكستانية سياسة الصمت فيما يتعلق بحالات الاغتصاب.  وأنشأوا لجنة حمود الرحمن، وهي لجنة قضائية لإعداد سرد للظروف المحيطة بالفظائع التي ارتكبت في حرب عام 1971 واستسلام باكستان. كانت اللجنة تنتقد الجيش بشدة.  تمت إزالة رؤساء أركان الجيش وسلاح الجو الباكستاني من مواقعهم لمحاولتهم التدخل في اللجنة.  ارتكزت اللجنة تقاريرها على مقابلات مع السياسيين والضباط وكبار القادة. تم تقديم التقارير النهائية في يوليو 1972، ولكن تم تدميرها جميعًا فيما بعد باستثناء واحد عقد من قبل الرئيس الباكستاني ذو الفقار علي بوتو. لم يتم نشر النتائج على الملأ. 

### محاكم جرائم الحرب

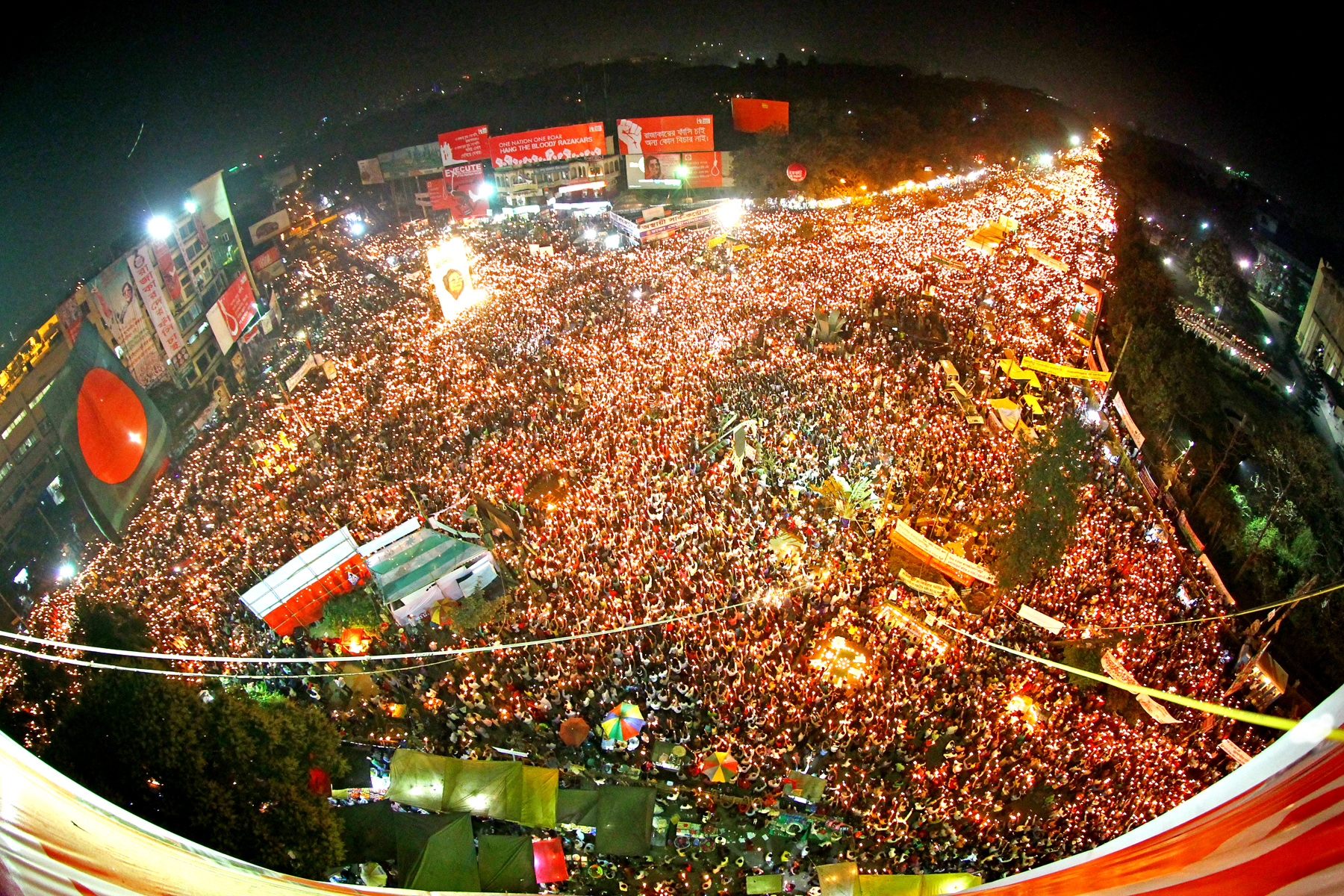
مظاهرة شعبية ضد جرائم الحرب الباكستانية في ساحة شاهباغ وسط العاصمة البنغلاديشية دكا بتاريخ 14 فبراير عام 2013

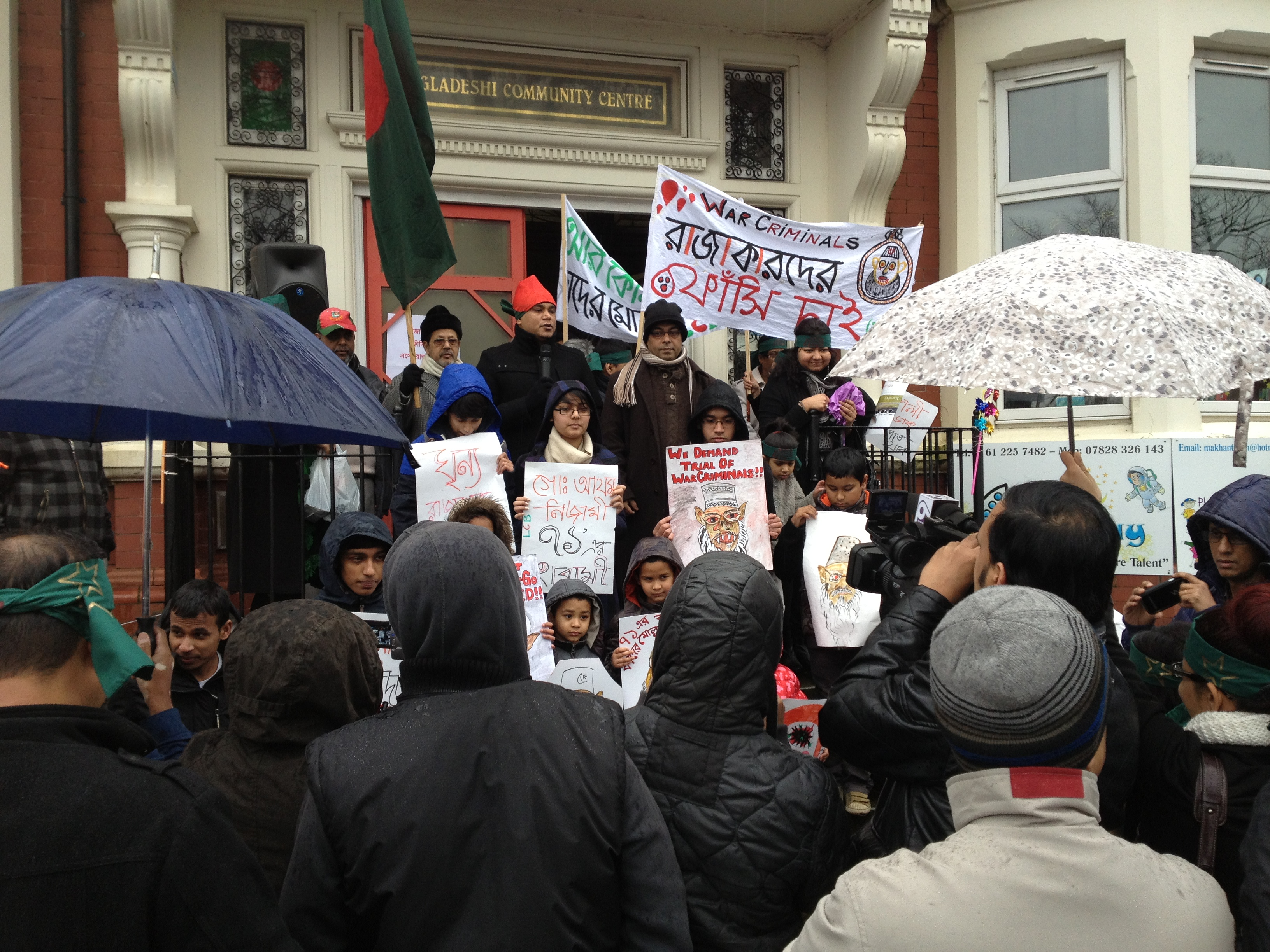
مواطنون بنغلاديشيون في مدينة مانشستر بالمملكة المتحدة يعبرون عن تضامنهم مع احتجاج شاهباغ التي اندلعت في بلادهم عام 2013، والتي طالبت بمعاقبة أكثر صرامة لأولئك المدانين بجرائم الحرب التي وقعت عام 1971.

أصدرت لجنة تقصي حقائق جرائم الحرب عام 2008 وثائق حددت 1,979 شخصًا شاركوا في الفظائع بعد تحقيق دام 17 عامًا. وشملت القائمة أعضاء تنظيم جماعة إسلامي والحزب الوطني البنغلاديشي، وهي جماعة سياسية تأسست عام 1978. في عام 2010، وأنشأت حكومة بنغلاديش محكمة الجرائم الدولية (ICT) للتحقيق في الفظائع التي ارتكبت في تلك الحقبة. وبينما كانت هيومن رايتس ووتش داعمة للمحكمة، إلا أنها كانت تنتقد المضايقات التي تحدثت عن محامين يمثلون المتهمين. وقال براد آدامز، مدير فرع آسيا في هيومن رايتس ووتش، إنه يجب منح هؤلاء المتهمين الحماية الكاملة للقانون لتجنب مخاطر عدم أخذ المحاكمات على محمل الجد، وأيرين خان، وهي ناشطة في مجال حقوق الإنسان. أعرب عن شكه حول ما إذا كانت عمليات اغتصاب النساء وقتلهن ستتم معالجتها.

## ردود الفعل الدولية
بدأ المجتمع الدولي قبل نهاية الحرب في تقديم المساعدات بكميات كبيرة للاجئين المقيمين في الهند. وعلى الرغم من تقديم المساعدات الإنسانية قُدم القليل من الدعم لمحاكمات جرائم الحرب التي أقامتها بنغلاديش في نهاية الحرب. استخدم منتقدو منظمة الأمم المتحدة الفظائع التي تم ارتكابها في عام 1971 للدفاع عن فكرة أنَّ التدخل العسكري هو الوسيلة الوحيدة لوقف القتل الجماعي. وقالت مجموعة من النساء في مقال لصحيفة نيويورك تايمز ردًا على تجاهل النساء من قبل الأسرة والأزواج: «لا يمكننا تصديق أنَّ الزوجات البريئات الذين دمرت الحرب حياتهنّ فعليًا يتم تدميرهن بالكامل الآن من قبل أزواجهن». كما قُدمت المساعدات الدولية بسبب قضية الاغتصاب خلال الحرب.
إنَّ الاغتصاب الجماعي في زمن الحرب ليس ظاهرة جديدة وفقًا لسوزان براون ميلر. وتقول أنّه ما كان فريدًا في حرب تحرير بنغلاديش هو إدراك المجتمع الدولي للمرة الأولى أنه يمكن استخدام الاغتصاب المنهجي كسلاح لإرهاب الناس.

## في الأدب ووسائل الإعلام
التقطت صورة خلال النزاع لامرأة تعرضت للاعتداء وظهرت في معرض في لندن. وقد حملت الصورة عنوان (امرأة مفضوحة)، ولكن سميت أيضًا (امرأة شجاعة). التقط الصورة المصور البنغالي نائب الدين أحمد. ويعتبر جون تيلوش أنَّ الصورة «كلاسيكية مثل أي لوحة لمريم العذراء وطفلها».
توجد واحدة من أكثر الصور إثارة في المعرض: امرأة قبضت يديها ووجهها مغطى بالكامل بشعرها. يصف تيلوش الصورة على أنها «تمتلك القدرة على الكشف أو البوح بما هو غير محكي».
تم عرض فلم (وعد إلى الفجر الجديد) وهو أول فيلم عن الحرب في عام 1972 في أول احتفال بيوم الاستقلال في بنغلاديش. ويعتمد على خبرات ممثل يسمى ألتاف. يواجه أثناء محاولته الوصول إلى ملاذ آمن في كلكتا النساء اللواتي تعرضن للاغتصاب. يلتقي ألتاف ضحايا آخرين يقومون بالانتحار وآخرون فقدوا عقولهم.
أنتجت جيتا ساهجال الفيلم الوثائقي لجرائم الحرب في عام 1995، وتم عرضه على القناة البريطانية الرابعة. عرض فيلم (مهرجان) في عام 2011 في مهرجان جواهاتي السينمائي الدولي. عرض الفلم الحرب من منظورين: امرأة تحب جنديًا باكستانيًا وانسانًا ولد من الاغتصاب.
صدر كتاب (أصوات بطلات الحرب) في عام 1996 من تأليف نيليما إبراهيم. وهو عبارة عن مجموعة من شهادات شهود العيان لسبع ضحايا للاغتصاب وثقتها أثناء عملها في مراكز إعادة التأهيل. تنتقد روايات الناجين في هذا العمل بشدة فشل المجتمع البنغلاديشي قبل الحرب في دعم ضحايا الاغتصاب. 
ذكر كتاب (النهوض من الرماد) الذي نُشر في عام 2012 قصص النساء لعام 1971 وتضمن شهادات شفهية للنساء المتضررات من حرب التحرير. فضلًا عن كلام من تارامون بيبي الذي قاتل وحصل على وسام الشجاعة لقاء أعماله، هناك تسع مقابلات مع نساء تعرضن للاغتصاب. علقت صحيفة نيويورك تايمز على نشر الكتاب باللغة الإنجليزية في الذكرى الأربعين للحرب بأنه: «تاريخ شفهي مهم».
حاول فلم (أطفال الحرب) الذي صدر عام 2014 تصوير هذا الرعب. الفلم لـ مريتنجاي ديفرات وبطولة فاروق الشيخ وفيكتور بانيرجي واريما سين وآخرون، يهدف الفلم إلى: «إرسال الرعشة إلى أسفل العمود الفقري للمشاهدين. نريد أن نمحي فكرة العفو عن المغتصبين من ذهن أي شخص. كان لإطلاق النار أثره علينا جميعًا».